# Kongelig hoffotograf
Kongelig hoffotograf er en titel, der tildeles fotografer, der arbejder for Det Kongelige Danske Hof.

## Kongelige hoffotografer i Danmark
I tidens løb er følgende blevet tildelt titlen:
(listen er ikke fuldstændig og årstal mangler)
- Georg E. Hansen (ca. 1860)
- Rudolph Striegler (ca. 1861)
- Jens Petersen (1864)
- Budtz Müller
- N.E. Sinding
- Harald Paetz
- Mary Steen (1888)
- Carl Sonne
- Emil Hohlenberg
- Peter Elfelt (1901)
- Bodil Hauschildt (1904)
- Julie Laurberg (1910)
- Ólafur Magnússon (1921)
- Leopold Albert
- Poul Johansen
- Rigmor Mydtskov (1963, fra 1988: Fotograf for Hendes Majestæt Dronningen)
- Klaus Møller (1993 til 2009)

Ud over officielt udnævnte Kongelige Hoffotografer, har kongefamilien også brugt andre fotografer. Fx Steen Brogaard og Steen Evald.

## Hoffotografer ved andre hoffer

### Hertugdømmet Slesvig (Huset Glücksborg)
- Wilhelm Dreesen (1887)

### Preussen
- Friedrich Brandt (for prins Frederik Karl af Preussen)

### Sverige og Sverige-Norge
Denne liste er ufuldstændig; hjælp gerne med at udfylde den.
- Budtz Müller
- Carl Wilhelm Roikjer (1888)
- Carl Sonne
- Ernest Florman
- Ferdinand Flodin
- Curt Götlin
- Oscar Halldin
- Herman Hamnqvist
- John Hertzberg
- Selma Jacobsson
- Aron Jonasson
- Johannes Jaeger
- Åke Lange
- Peter P Lundh
- Lennart Nilsson
- David Sorbon

### Spanien
Denne liste er ufuldstændig; hjælp gerne med at udfylde den.
- Christian Franzen